# سائوتومه و پرنسیپ در المپیک تابستانی ۲۰۱۶
تیم المپیک سائوتومه و پرنسیپ در بازی‌های المپیک تابستانی ۲۰۱۶ از ۵ تا ۲۱ اوت در ریو برزیل به رقابت پرداخت.

## دو و میدانی
سائوتومه و پرنسیپ در رشته دو و میدانی دو سهمیه (یک زن و یک مرد) داشت که این ورزشکاران در رقابت‌های المپیک ریو شرکت کردند.
رقابت‌های پیست و جاده
| ورزشکار              | رقابت          | دور گرم کردن | دور گرم کردن | نیمه‌نهایی      | نیمه‌نهایی      | نهایی          | نهایی          |
| ورزشکار              | رقابت          | زمان         | مقام         | زمان           | مقام           | زمان           | مقام           |
| -------------------- | -------------- | ------------ | ------------ | -------------- | -------------- | -------------- | -------------- |
| روماریو لئیتاآو      | ۵۰۰۰ متر مردان | 15:53.32     | 25           | حذف از رقابت‌ها | حذف از رقابت‌ها | حذف از رقابت‌ها | حذف از رقابت‌ها |
| کلما بونفیم دا گراچا | ۱۵۰۰ متر زنان  | 4:38.86      | 14           | حذف از رقابت‌ها | حذف از رقابت‌ها | حذف از رقابت‌ها | حذف از رقابت‌ها |

## قایق‌رانی

### سرعت
این کشوردر مسابقات قایق‌رانی مردان C-1 1000 متر با قهرمانی در مسابقات افریقایی توانست مجوز حضور در این مسابقات را پس از هشت سال کسب کند.
| ورزشکار     | رقابت              | دور گرم کردن | دور گرم کردن | نیمه‌نهایی      | نیمه‌نهایی      | نهایی          | نهایی          |
| ورزشکار     | رقابت              | زمان         | مقام         | زمان           | مقام           | زمان           | مقام           |
| ----------- | ------------------ | ------------ | ------------ | -------------- | -------------- | -------------- | -------------- |
| بولی تریسته | مردان C-1 1000 متر | 4:46.396     | 7            | حذف از رقابت‌ها | حذف از رقابت‌ها | حذف از رقابت‌ها | حذف از رقابت‌ها |